# Divertisment

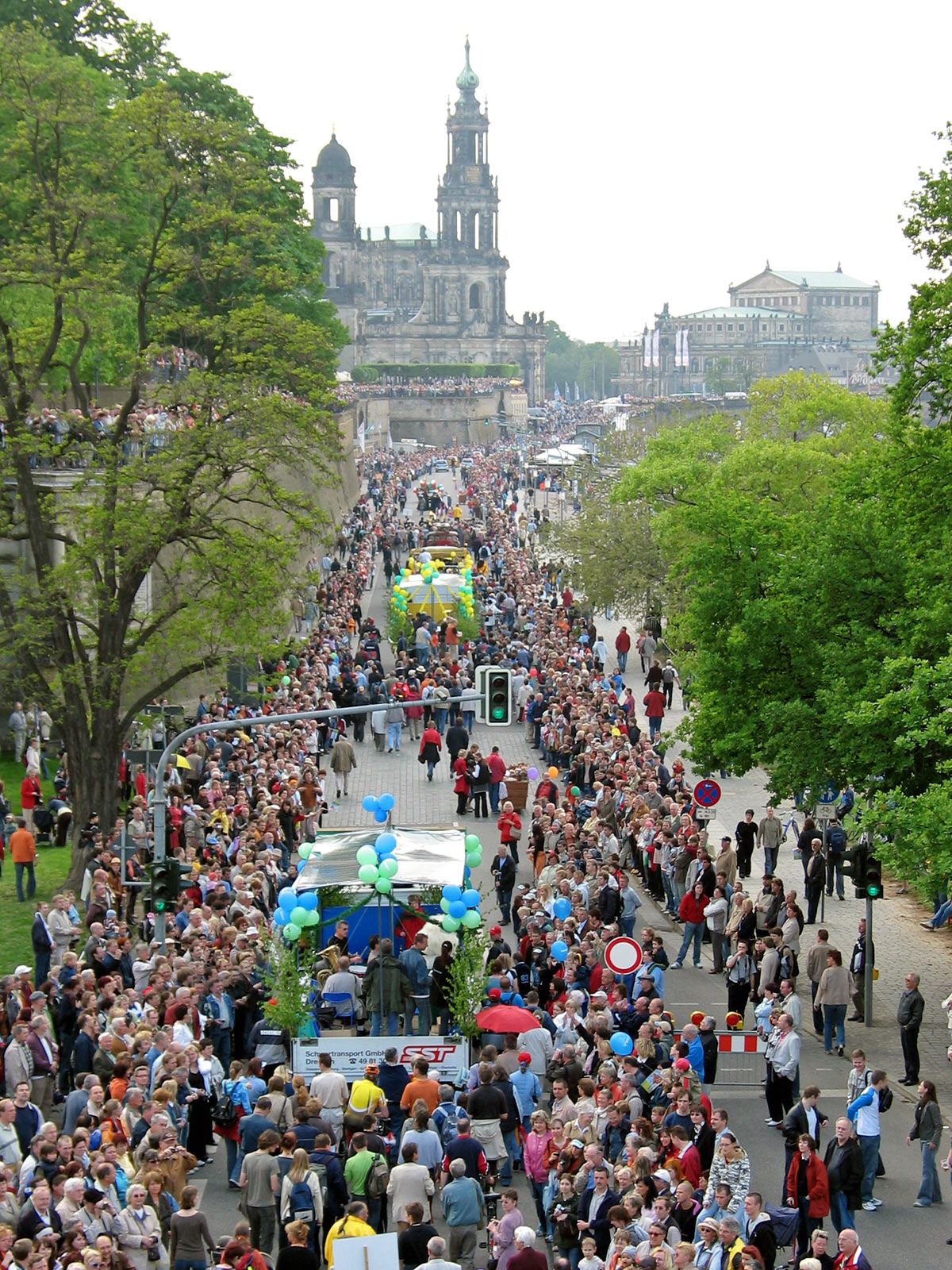
Un grup de oameni participând la un festival

Divertismentul reprezintă o petrecere agreabilă a timpului.

## Etimologie
Cuvântul „divertisment” provine din cuvântul francez divertissement.

## Exemple de divertisment
- Conversație
- Film
- Gastronomie
- Hobby
- Jocuri
- Festivaluri
- Lectură
- Mass media
  - Radio
  - Televiziune
- Muzică
- Spectacol
  - Circ
  - Dans
  - Magie
  - Teatru
  - Umor
- Sport